# آن أندرسون (عالمة وظائف الأعضاء)
آن أندرسون (بالإنجليزية: Anne Anderson)‏ هي عالمة وظائف الأعضاء بريطانية، ولدت في 10 فبراير 1937 في Forres ‏ في المملكة المتحدة، وتوفيت في 11 فبراير 1983.